# Madenhausen
Madenhausen ist ein Gemeindeteil der Gemeinde Üchtelhausen im unterfränkischen Landkreis Schweinfurt in Bayern. Von 1620 bis 1802 gehörte Madenhausen zur Reichsstadt Schweinfurt.

## Geographische Lage
Das Kirchdorf Madenhausen liegt in einer Rodungsinsel der Schweinfurter Rhön, fünf Kilometer nordnordöstlich von Üchtelhausen und elf Kilometer nordöstlich von Schweinfurt. Die Gemarkung von Madenhausen steigt bereits nahe am Dorf über 400 m ü. NHN an und grenzt im Norden an den Landkreis Bad Kissingen. Von Madenhausen aus führt die Kreisstraße SW 7 nordwärts nach Volkershausen, einem Gemeindeteil von Maßbach, und die Kreisstraße SW 30 südwestwärts nach Weipoltshausen. Madenhausen ist mit der Staatsstraße 2280 verbunden, die östlich des Ortes in Nord-Süd-Richtung verläuft.

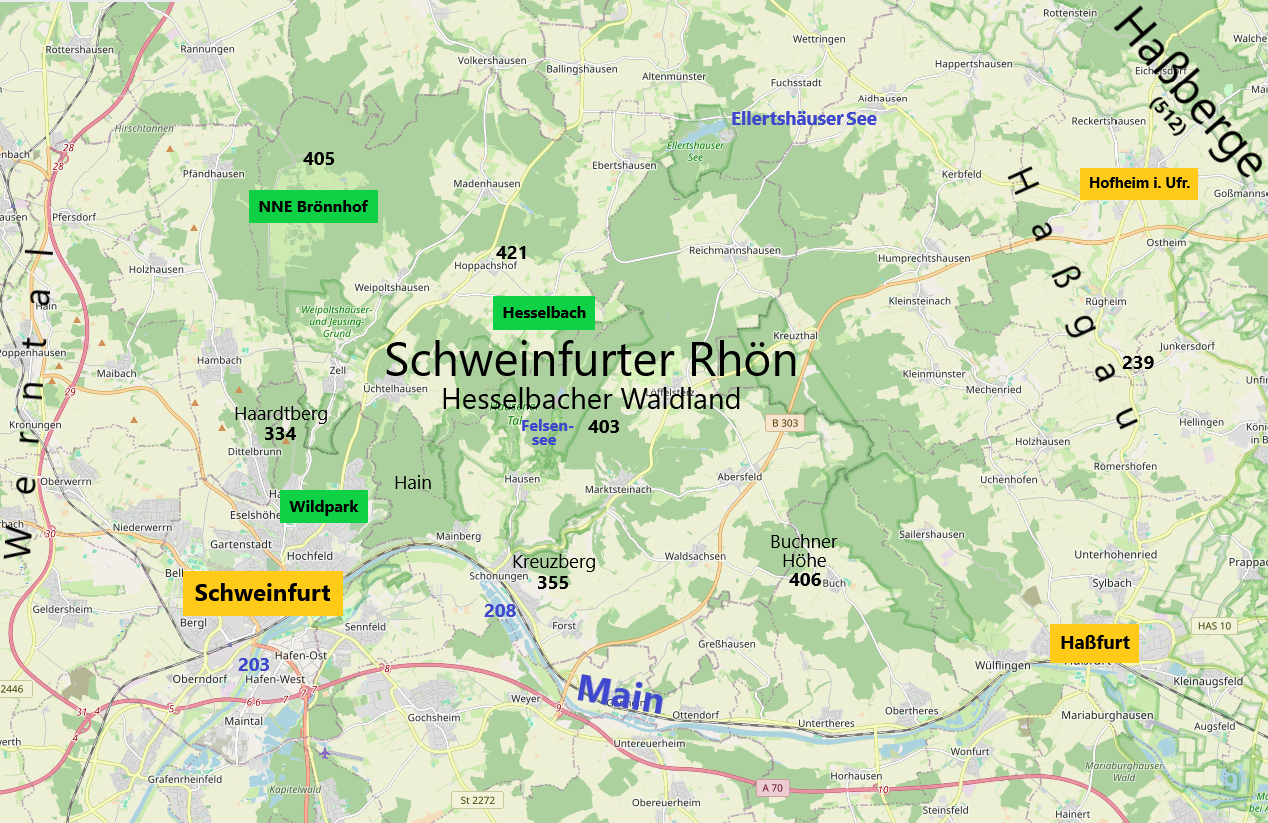
Madenhausen liegt in einer Rodungsinsel im Norden der Schweinfurter Rhön (bitte Bild vergrößern)

## Klima
Das Klima ist in Folge der Lage im nördlichen Bergland der Schweinfurter Rhön im Sommer frei von großer Hitze und im Winter für unterfränkische Verhältnisse relativ kalt und schneereich. In schneereichen Wintern früherer Jahrzehnte wurde unweit südlich, beim Weiler Thomashof, an der Hütte Haselstaude des Deutschen Alpenvereins eine Skilanglauf-Loipe präpariert.

## Geschichte

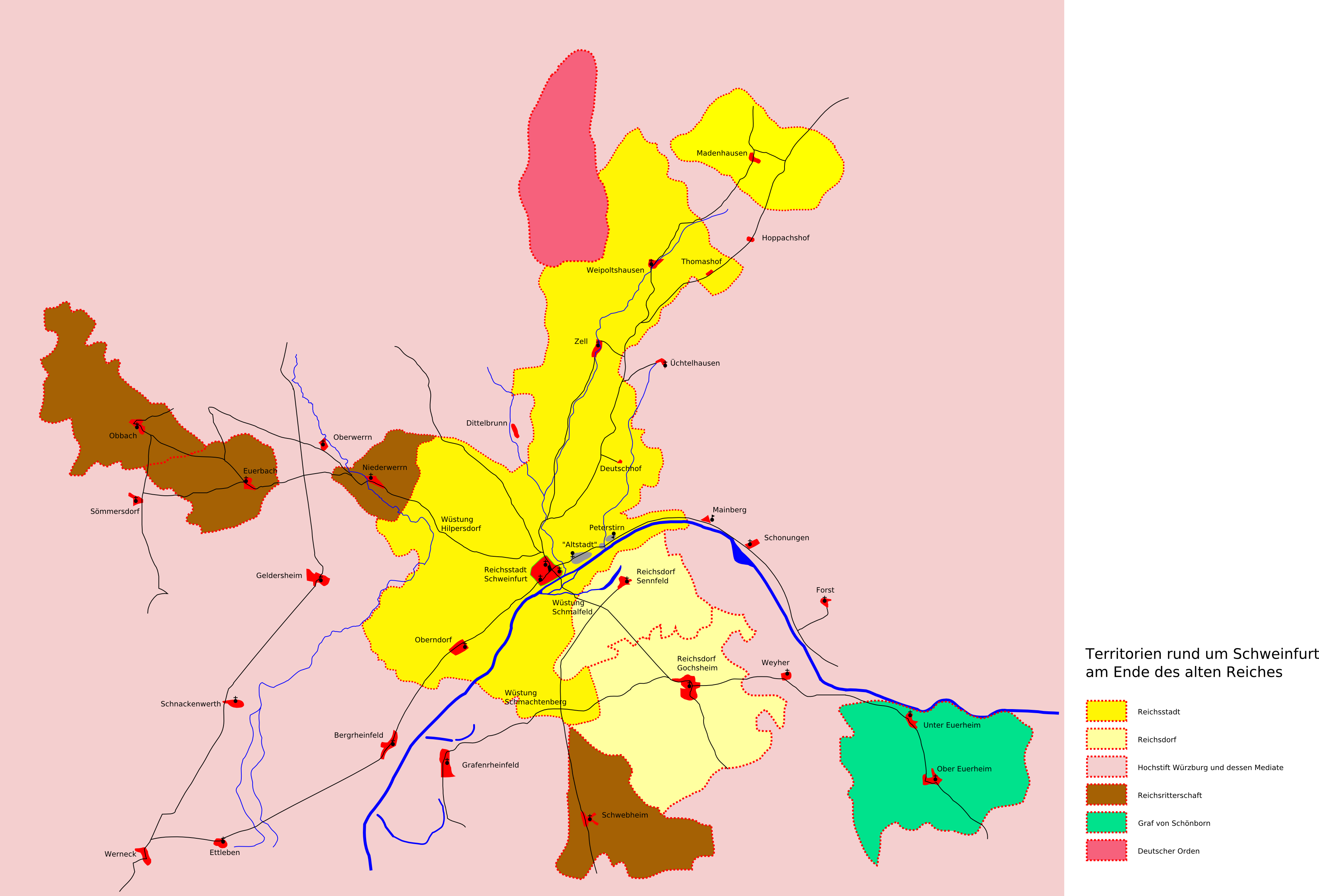
Territorium der Reichsstadt Schweinfurt bis 1802 (dunkelgelb) mit Madenhausen ganz im Norden

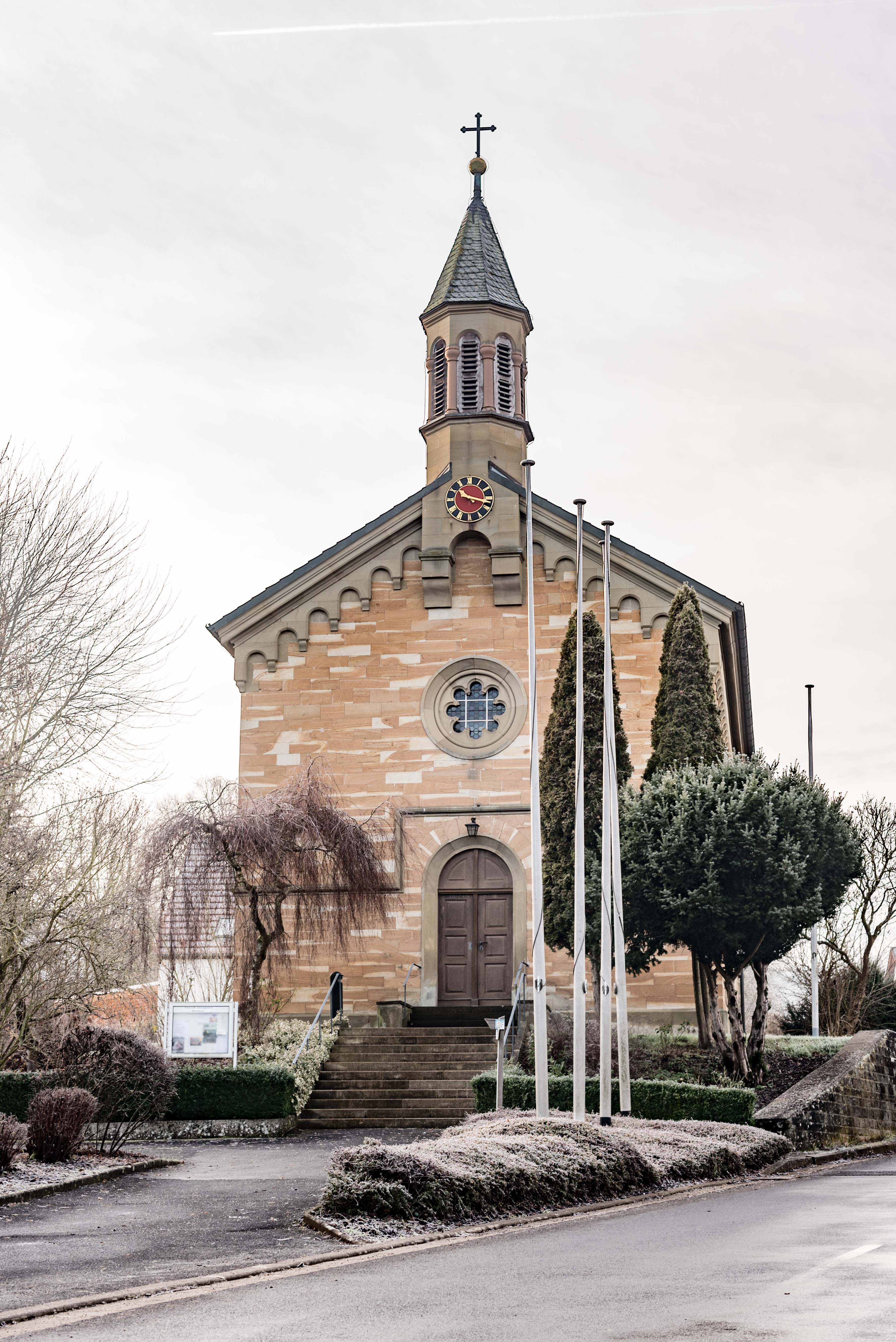
St. Wendelin

Die erste bekannte urkundliche Erwähnung des Ortes stammt aus dem Jahr 1198.
1436/37 erhielt der Rat der Stadt Schweinfurt vom Deutschen Orden für 18.000 Gulden einige Dörfer und Ländereien, darunter auch die benachbarten Orte Zell und Weipoltshausen. 1620 wurde schließlich das reichsstädtische Territorium um Madenhausen ergänzt, das allerdings durch einen sehr schmalen Korridor am Hoppachsgrund auf Höhe des Weilers Hoppachshof vom übrigen reichsstädtischem Gebiet abgetrennt war. Die Einwohner der zu Schweinfurt gehörenden Ortschaften waren Untertanen der Reichsstadt, aber besaßen in der Regel kein Bürgerrecht. Durch den letzten Zuerwerb von 1620 war nun von der Stadt Schweinfurt über Madenhausen und den Ritterkanton Baunach ein nahezu durchgehender protestantischer Korridor durch die Hochstifte Würzburg und Bamberg ins protestantische Herzogtum Sachsen entstanden.
Im Dreißigjährigen Krieg nächtigte vom 1. zum 2. Oktober 1631 der siegreiche, protestantische schwedische König Gustav II. Adolf in Madenhausen, vor seinem Einmarsch in Schweinfurt, wo der Generalfeldmarschall der schwedischen Armee Karl Gustav Wrangel sein Hauptquartier errichtete.
Durch den Reichsdeputationshauptschluss kam Schweinfurt 1802 zu Bayern (siehe: Schweinfurt, Königreich Bayern). Madenhausen und alle anderen zum reichsstädtischen Territorium gehörenden Dörfer wurden ausgegliedert. Madenhausen wurde dadurch eine eigenständige Gemeinde mit Gemeinderat und Bürgermeister.
1852 wurde die evangelische St.-Wendelin-Kirche des Ortes eingeweiht.
Am 1. Januar 1972 wurde Madenhausen im Rahmen der Gebietsreform in Bayern ein Gemeindeteil von Üchtelhausen, einer neuen Großgemeinde, die fast die ganze westliche Schweinfurter Rhön umfasst, mit Rathaus in Hesselbach.